# Muzeum Josefa Baua
Muzeum Josefa Baua – muzeum w Tel Awiwie poświęcone sztuce Josefa Baua. W 1958 roku Josef Bau w wynajmowanym domu założył prywatne studio filmowe, w którym realizował animacje do filmów. Od 2002 roku studio filmowe zostało przekształcone w muzeum. Muzeum prowadzą córki animatora Clila Bau i Hadasa Bau. Muzeum jest finansowane z prywatnych pieniędzy córek filmowca.
Aktualnie znajdują się tam: sala projekcyjna, sprzęt do produkcji animacji, obrazy, rysunki, listy fotografie i grafiki. 